# Malo Očijevo
Malo Očijevo (en serbe cyrillique : Мало Очијево) est un village de Bosnie-Herzégovine. Il est situé sur le territoire de la ville de Bihać, dans le canton d'Una-Sana et dans la fédération de Bosnie-et-Herzégovine. Selon les premiers résultats du recensement bosnien de 2013, il compte 23 habitants.
Avant la guerre de Bosnie-Herzégovine, le village faisait partie de la municipalité de Drvar, elle aussi située dans la fédération de Bosnie-et-Herzégovine mais dans le canton 10.

## Démographie

### Évolution historique de la population
| 1948 | 1953 | 1961 | 1971 | 1981 | 1991 | 2013 |
| ---- | ---- | ---- | ---- | ---- | ---- | ---- |
| -    | -    | 228  | 181  | 121  | 104  | 23   |

|  |

### Communauté locale
En 1991, Malo Očijevo faisait partie de la communauté locale d'Očijevo qui comptait 176 habitants, répartis de la manière suivante :